# Dreyfusova aféra (seriál, 1968)
Dreyfusova aféra je československý televizní seriál vzniklý v produkci Československé televize, která jej také v roce 1968 vysílala. Třídílnou minisérii natočil režisér Antonín Moskalyk podle scénáře Miloše Řeháka. Jedná se o rekonstrukci Dreyfusovy aféry, která proběhla na konci 19. století ve Francii. Jako průvodci a vypravěči v pořadu vystupují Karel Höger a Karel Pech, v titulní roli Alfreda Dreyfuse se představil Jan Tříska.

## Příběh
Důstojník francouzského generálního štábu Alfred Dreyfus je obviněn z velezrady ve prospěch Německého císařství. Na jeho obranu vystupuje i spisovatel Émile Zola.

## Obsazení
- Karel Höger jako průvodce pořadem
- Karel Pech jako průvodce pořadem
- Jan Tříska jako Alfred Dreyfus
- Jiřina Jirásková jako Dreyfusová
- Radovan Lukavský jako člen generálního štábu
- Rudolf Hrušínský jako major štábu
- Ilja Prachař jako major kontrašpionáže
- Ilja Racek jako major kontrašpionáže
- Felix le Breux jako náčelník generálního štábu
- Josef Somr jako Esterházy
- Slávka Budínová jako manželka Esterházyho
- František Filipovský jako grafolog
- Milena Zahrynowská jako kabaretní zpěvačka
- Martin Růžek jako Émile Zola

## Produkce
Minisérie podle scénáře Miloše Řeháka a v režii Antonína Moskalyka byla koncipovaná jako dokumentární rekonstrukce, v zásadě jako experimentální projekt na pomezí mezi dramatickým seriálem a literárním vzdělávacím pásmem (v pozdější terminologii dokudrama). Hrané části byly uvozovány a prokládány komentáři průvodců pořadem, jimiž byli Karel Höger a Karel Pech. Ti také divákům vysvětlovali podrobnosti a jednotlivé obrazy, či vyprávěli o akčních scénách, které nebyly pro televizi realizovatelné.

## Vysílání
Třídílná minisérie byla na obrazovkách Československé televize uvedena na jaře 1968. První díl měl premiéru ve středu 17. dubna, druhý v neděli 21. dubna a závěrečný ve čtvrtek 25. dubna 1968. Pořad byl vysílán v hlavním vysílacím čase, krátce po osmé hodině večerní.

### Seznam dílů
| Č. v seriálu | Název    | Režie            | Scénář      | Datum premiéry |
| ------------ | -------- | ---------------- | ----------- | -------------- |
| 1            | Obžaloba | Antonín Moskalyk | Miloš Řehák | 17. dubna 1968 |
| 2            | Obhajoba | Antonín Moskalyk | Miloš Řehák | 21. dubna 1968 |
| 3            | Soud     | Antonín Moskalyk | Miloš Řehák | 25. dubna 1968 |

## Přijetí
Jiří Pittermann uvedl v Rudém právu, že rozdělení rozsáhlého materiálu o Dreyfusově aféře do tří dílů dobře sloužilo pro dramatickou výstavbu pořadu. Celkově jej komentoval jako „výrazné a občansky angažované televizní dílo“. Řehákův scénář dle něj vycházel z důkladného studia historických zdrojů, což následně scenárista vhodně umělecky využil. Pittermann hodnotil inscenaci jako jednu z nejlepších od režiséra Antonína Moskalyka, byť s výtkou k třetímu dílu, který podle něj nebyl sevřený jako předchozí dvě epizody, ale byla v něm podle recenzenta cítit potřeba uzavřít několik linií vyprávění. Výstupy komentátorů a průvodců, Karla Högera a Karla Pecha, okomentoval jako užitečnou nutnost, vyznění postav ohodnotil jako „galerii přesně charakterizovaných společenských typů“ a výkony herců pochválil za přesné vyznění záměru autorů.